# Reto-Romaanse talen
De Reto-Romaanse talen (of Raeto-Romaans) zijn een verzameling van talen of variëteiten in de Zwitserse en Italiaanse Alpen die behoren tot de Romaanse talen.
Er zijn drie talen of variëteiten, het:
- Reto-Romaans in het Zwitserse kanton Graubünden
- Ladinisch in de Dolomieten in Zuid-Tirol
- Friulisch in Friuli-Venezia Giulia

Mensen die deze talen spreken kunnen onderling de andere talen nauwelijks verstaan en velen beschouwen ze als drie aparte talen.